# Nicanor Molinare Rencoret
Nicanor Molinare Rencoret (Santiago, 15 de julio de 1896-Santiago, 25 de octubre de 1957) fue un compositor, cantante, poeta, actor de cine y humorista chileno. Destacado como cantautor, fue creador de clásicos de la música chilena como «Chiu-chiu», «Cocorocó», «Galopa, galopa», «Cantarito de greda», «Cura de mi pueblo», «Mantelito blanco», «Oro purito» y «La copucha». También aportó con su importante participación en el desarrollo del cine chileno.

## Primeros años de vida
Desde pequeño se radicó en Punta Arenas, donde trabajó en los despachos de aduanas del puerto de esta ciudad. Vivió allí hasta 1934, cuando volvió a Santiago para poder estudiar en el Conservatorio Nacional con el prestigiado profesor Aníbal Aracena, transformándose así en un exponente de la música popular chilena entre 1940 y 1950.

## Vida artística
Sus canciones quedaron en las bases de su país, dentro de ellas están: “Oro purito” canción que obtuvo el 2° premio entregado por la radio "Radio Cooperativa" y la casa de música "Casa Amarilla";  “Cura de mi pueblo”, grabada para RCA Victor por el afamado cantante mexicano Juan Arvizu; “El hierbatero”, canción la cual grabaron Los Cuatro Huasos para el mismo sello, la cual resonó a través de la Radio Agricultura entre los años 1938 y 1940 junto a canciones populares como “Yo no pongo condiciones” y “Palomita callejera”. 
Del mismo modo Nicanor Molinare introdujo el género de copuchas a la música típica Chilena. Las copuchas son canciones humorísticas donde se cuentan sucesos contingentes de forma irónica, estas fueron difundidas por la Radio Nuevo Mundo en la década de 1940.
Otro de sus aportes fue dirigido hacia el cine Chileno, uno de sus más importantes aportes a este género fue la interpretación de las canciones de la película “Dos corazones y una tonada” del año 1939, y la composición de la música para la película “Y que más da” del año 1940 en la cual participaba el afamado cantante mexicano Juan Arvizú.
Su música se estrenó en distintos países como: Chile, Argentina y Perú.

## Últimos años de vida y fallecimiento
En 1956 Molinare interrumpió una gira por Francia, España, Alemania e Italia y volvió a Chile. Había sido artista de RCA Victor y su primer éxito llegó hasta Hollywood: "Chiu-chiu" fue incluido en la película Bailando nace el amor (You were never lovelier, 1942), protagonizada por Rita Hayworth y Fred Astaire, con música de Jerome Kern y la orquesta de Xavier Cugat.
Nicanor Molinare, falleció a sus 61 años de edad, dejando para la posteridad además de sus canciones ya mencionadas, canciones clásicas como “Chiu Chiu”, “Galopa, galopa” y “Mantelito blanco”, entre muchas otras más.